# Uroobovella ceylonensis
Uroobovella ceylonensis es una especie de arácnido del orden Mesostigmata de la familia Urodinychidae.

## Distribución geográfica
Se encuentra en Sri Lanka.